# Spermophilus dauricus
Spermophilus dauricus là một loài động vật có vú trong họ Sóc, bộ Gặm nhấm. Loài này được Brandt mô tả năm 1843.